# Roducte
Roducte (em grego clássico: Ρωδδουκτ(η); romaniz.: Roddoukte; em persa médio: lwdwhty, Rōdduxt; em parta: ‘nwškyE, Rōdduxt) foi uma nobre sassânida do século III.

## Vida

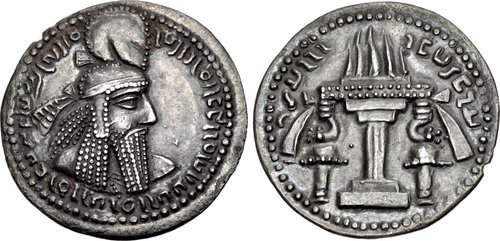
Dracma de

Roducte era filha de Anosace. Ela aparece na inscrição trilíngue Feitos do Divino Sapor do xá Sapor I entre membros da casa real do Império Sassânida e é citada como princesa (duxt). Várias foram as teorias sugeridas acerca de sua relação com a casa real, e a julgar por sua menção na lista de membros da casa reinante próximo a seção que fala dos descendentes de Artaxes I (r. 224–242), tem sido sugerido que fosse filha de Artaxes e irmã de Sapor.